# Lisa Schmidla
Lisa Schmidla, född 5 juni 1991 i Krefeld, är en tysk roddare.
Schmidla blev olympisk guldmedaljör i scullerfyra vid sommarspelen 2016 i Rio de Janeiro.